# Eunidia alboterminata
Eunidia alboterminata là một loài bọ cánh cứng trong họ Cerambycidae.